# Le Fugeret
Le Fugeret település Franciaországban, Alpes-de-Haute-Provence megyében. Lakosainak száma 200 fő (2022. január 1.). Le Fugeret Allons, Annot, Braux, Castellet-lès-Sausses és Méailles községekkel határos.

## Népesség
A település népességének változása:
| Lakosok száma | 156  | 168  | 163  | 212  | 192  | 189  | 200  | 207  | 206  | 200  |
|               | 1968 | 1982 | 1990 | 2006 | 2013 | 2015 | 2017 | 2019 | 2020 | 2022 |